# Don Gilmore
Don Gilmore – amerykański producent muzyczny produkujący muzykę w stylu rock. Współpracował i współpracuje z takimi wykonawcami jak Linkin Park, Dashboard Confessional, Avril Lavigne, Eve 6, Good Charlotte, TRUSTcompany, Duran Duran, Trapt, Hollywood Undead, Scary Kids Scaring Kids, Korn.

## Wybrana dyskografia
| Album                                   | Rok  | Uwagi                                             | Źródło |
| --------------------------------------- | ---- | ------------------------------------------------- | ------ |
| Escape the Fate – Escape the Fate       | 2010 | produkcja muzyczna                                | [ 1 ]  |
| Good Charlotte – Cardiology             | 2010 | produkcja muzyczna, miksowanie, współautor muzyki | [ 2 ]  |
| Hollywood Undead – American Tragedy     | 2011 | produkcja muzyczna                                | [ 3 ]  |
| Lacuna Coil – Dark Adrenaline           | 2012 | produkcja muzyczna, współautor muzyki             | [ 4 ]  |
| Three Days Grace – Transit of Venus     | 2012 | produkcja muzyczna, współautor muzyki             | [ 5 ]  |
| Bullet for My Valentine – Temper Temper | 2013 | produkcja muzyczna, współautor muzyki             | [ 6 ]  |
| Korn – The Paradigm Shift               | 2013 | produkcja muzyczna, miksowanie, współautor muzyki | [ 7 ]  |
| Flyleaf – Between The Stars             | 2014 | produkcja muzyczna, miksowanie                    | [ 8 ]  |